# アフィリエイトサービスプロバイダ
アフィリエイトサービスプロバイダ (英: Affiliate Service Provider) とは、インターネットを中心に成功報酬型広告を配信するサービスプロバイダで、略してASPと呼ばれることがある。
広告主 (EC) は、ASPを仲介にして、個人・法人が運営するウェブサイトでの広告掲載を依頼し、結果として広告のクリックや掲載商品の購入などあらかじめ設定された成果条件にいたった際に成果報酬としてアフィリエイトサイトに広告料を支払う成功報酬型広告である。

## 主要ASP
- A8.net、Moba8.net（株式会社ファンコミュニケーションズ）
- value commerce（バリューコマース株式会社）
- LINKSHARE、 TG-アフィリエイト（旧リンクシェア・ジャパン株式会社。2005年LINKSHAREは楽天と合弁となり、2012年2月より楽天リンクシェア（英語版）に名称変更[1]。）
- ACCESS TRADE（株式会社 インタースペース）
- JANet、Smart-c（株式会社アドウェイズ）
- アマゾンアソシエイト（アマゾン・ジャパン株式会社）
- アフィリエイトB（株式会社フォーイット）
- i-mobile Affiliate（株式会社アイモバイル）

## その他
- レントラックス（株式会社レントラックス）
- フェルマ（株式会社ロンバード）
- バナーブリッジ（株式会社テレコムクレジット）
- モブリ（株式会社テレコムクレジット）
- 楽天アフィリエイト（楽天株式会社）
- GEO Onlineアフィリエイト（株式会社ゲオ）

## 過去に運営されていたサービス
- モビOne（株式会社インデックス）
- マイアフィリエイト（NTTコミュニケーションズ株式会社）
- ポケットアフィリエイト（株式会社ディーエヌエー）
- Affility/アフィリティ（株式会社リテールコム）
- VERSiON-M（株式会社IMJモバイル）

## 関連サイト
- 日本アフィリエイト・サービス協会